# 城关镇 (内乡县)
城关镇，是中华人民共和国河南省南阳市内乡县下辖的一个乡镇级行政单位。

## 行政区划
城关镇下辖以下地区：
县衙社区、民主路社区、教育路社区、西城社区、北城社区、商城社区、东风村、书院村、清真寺村、黉学村、南园村和北园村。